# Mike Barrett
Michael Thomas Barrett, detto Mike (Montgomery, 5 settembre 1943 – Nashville, 8 agosto 2011), è stato un cestista statunitense, professionista nella ABA.

## Carriera
Con gli Stati Uniti disputò i Campionati mondiali del 1967 e i Giochi olimpici di Città del Messico 1968.

## Palmarès
- Campione AAU (1968)
- AAU MVP (1968)
- ABA All-Rookie Team (1970)